# Петра Куртела
Петра Куртела (Загреб, 16. новембар 1982) је хрватска позоришна, телевизијска и филмска глумица.

## Филмографија
| Год.       | Назив                 | Улога       |
| ---------- | --------------------- | ----------- |
| 2000.-те   |                       |             |
| 2004—2006. | Забрањена љубав       | Лана Кос    |
| 2006.      | Ајде, дан... прођи... | Марта       |
| 2010.-те   |                       |             |
| 2011.      | Под сретном звијездом | Весна Билић |